# Al-Fula
Al-Fula (arab. الفولة) – miasto w Sudanie, stolica prowincji Kordofan Zachodni. Według danych szacunkowych na rok 2008 liczyło 26 020 mieszkańców..